# Lamba (langue)
Pour les articles homonymes, voir Lamba.
Le lamba est une langue bantoue parlée principalement Zambie mais aussi en République démocratique du Congo.

## Écriture
Le lamba est écrit avec un alphabet latin utilisant notamment la lettre ŵ pour représenter la consonne fricative bilabiale voisée [β] et la lettre ŋ pour la consonne nasale vélaire voisée [ŋ]